# Synagoge Nidjei Israel (Mexiko-Stadt)

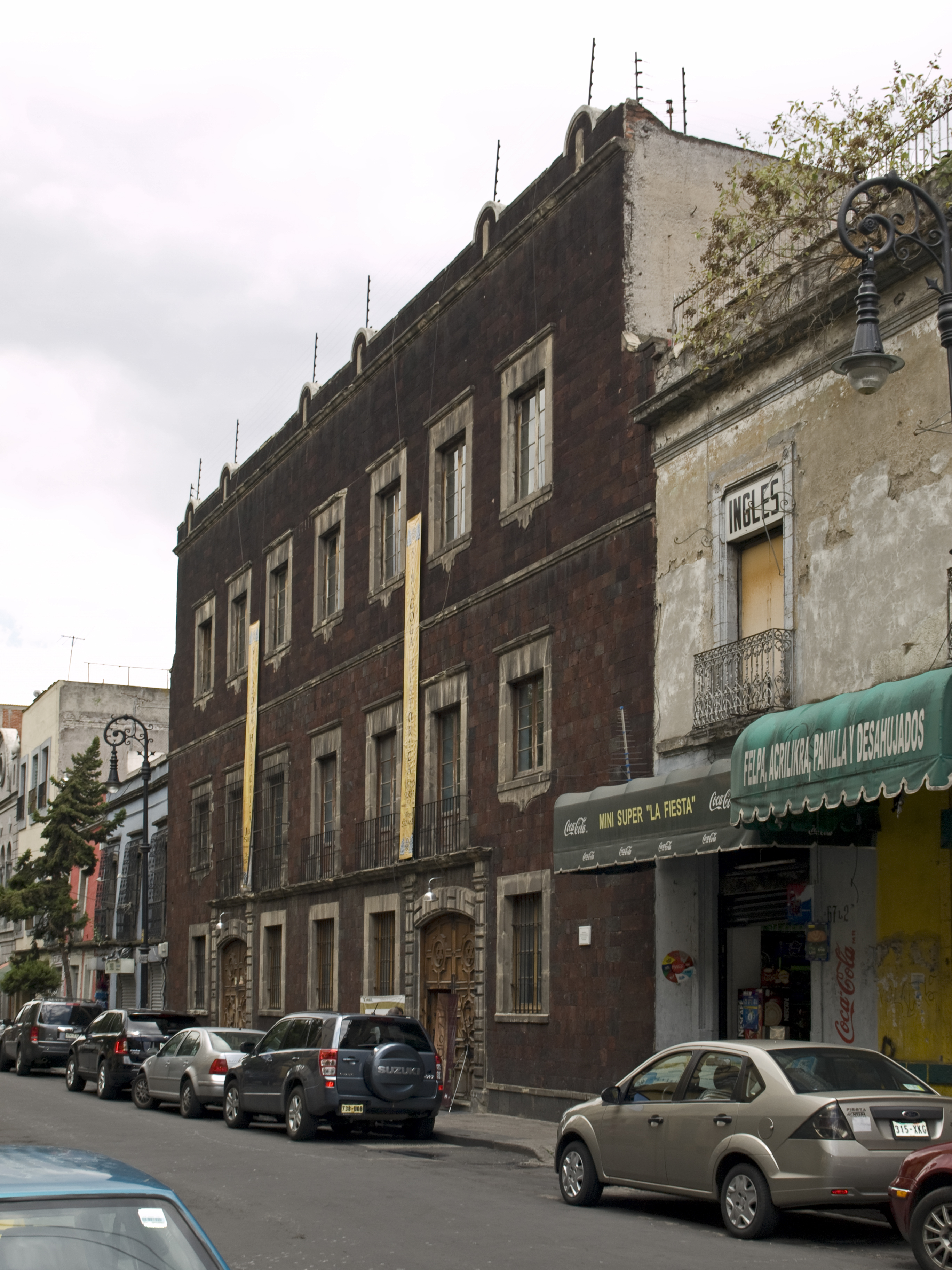
Synagoge Nidjei Israel in Mexiko-Stadt

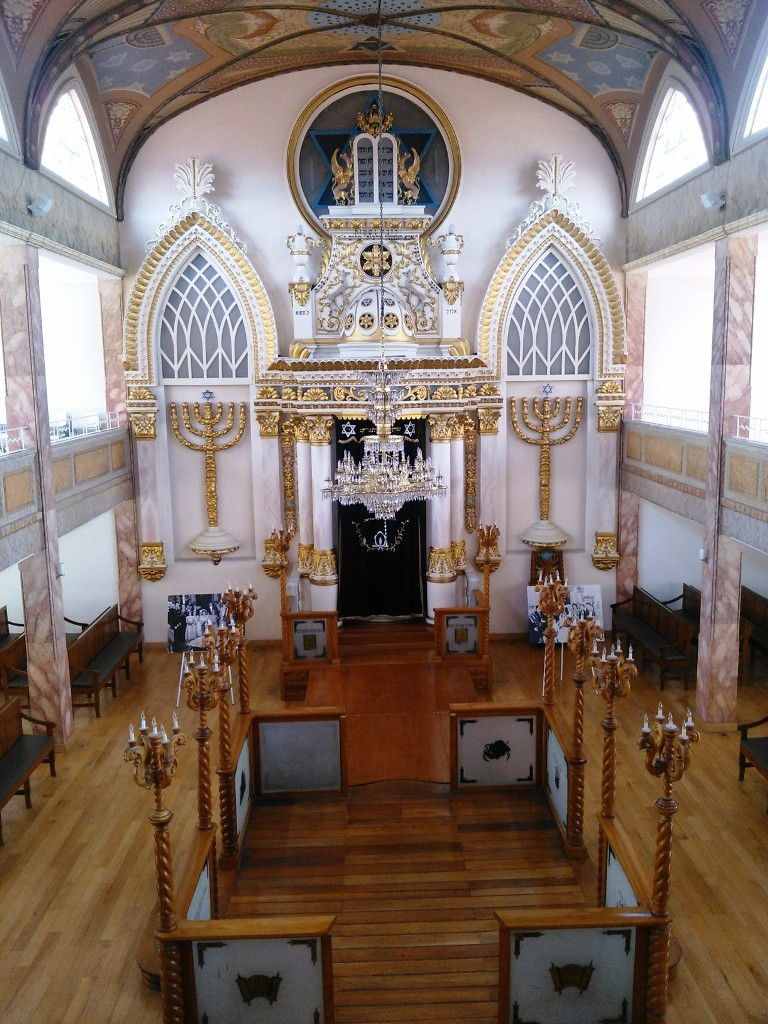
Innenansicht

Die Synagoge Nidjei Israel in Mexiko-Stadt, der Hauptstadt des nordamerikanischen Staates Mexiko, wurde 1941 errichtet. Die Synagoge mit der Adresse Justo Sierra 71 wurde für aschkenasische Juden aus Polen, Russland, Deutschland, Ungarn, Österreich und der Tschechoslowakei gebaut.
Die Synagoge, die 2009 renoviert wurde, dient in den letzten Jahren auch als Kulturzentrum. Das Gebäude kann besichtigt werden und es finden Ausstellungen zur Geschichte und Kultur des Judentums statt.